# Merenii de Jos, Teleorman
Merenii de Jos este satul de reședință al comunei Mereni din județul Teleorman, Muntenia, România.